# Coppa Italia di beach soccer femminile
La Coppa Italia di beach soccer è un trofeo nazionale organizzato annualmente dalla FIGC - LND.

## Albo d'oro
| Edizione | Vincitore (volta)        | Risultato           | Finalista        | Data           | Sede        | Note  |
| -------- | ------------------------ | ------------------- | ---------------- | -------------- | ----------- | ----- |
| 2022     | Futsal Basic Academy (1) | 1-1 (dts) (4-3 dtr) | Pavia Calcio a 5 | 10 luglio 2022 | Cirò Marina | [ 2 ] |
| 2023     | Cagliari (1)             | 3-2 (dts)           | Lady Terracina   | 15 luglio 2023 | Catania     | [ 3 ] |
| 2024     | Lady Terracina           | 2-0                 | Cagliari         | 14 luglio 2024 | Cirò Marina | [ 4 ] |

### Titoli per squadra
| Squadra              | Vittorie | Anni vittorie | Perse | Anni perse |
| -------------------- | -------- | ------------- | ----- | ---------- |
| Cagliari             | 1        | 2023          | 1     | 2024       |
| Futsal Basic Academy | 1        | 2022          | -     | -          |
| Lady Terracina       | 1        | 2024          | 1     | 2023       |
| Pavia Calcio a 5     | -        | -             | 1     | 2022       |